# L'últim esglaó
L'últim esglaó (títol original: Stir of Echoes) és una pel·lícula estatunidenca dirigida per David Koepp, estrenada el 1999. Ha estat doblada al català.

## Argument
Tom Witzky, obrer a Chicago, porta una vida de família completament ordinària amb la seva dona Maggie i el seu fill Jake. Un vespre en el transcurs d'una festa entra veïns, Tom accepta, per joc, una sessió d'hipnosi. Més tard aquella la nit, és assaltat per somnis inquietants en els quals veu algú ser agredit així com el fantasma d'una jove a l'entrada de la seva casa. Les seves visions tornen cada cop més sovint i de manera més intenses, desesperat amb la idea de saber el que volen dir. Comprèn que la jove es diu de fet Samantha Kozak i que ha desaparegut del barri sis mesos abans. Tom descobreix a poc a poc un terrible secret. Maggie, espantada per la transformació del seu marit intenta trobar un mitjà de guarir-lo.

## Repartiment
- Kevin Bacon: Tom Witzky
- Kevin Dunn: Frank McCarthy
- Jennifer Morrison: Samantha Kozac
- Kathryn Erbe: Maggie Witzky
- Illeana Douglas: Lisa
- Zachary David Cope: Jake, el fill de Tom i Maggie
- Conor O'Farrell: Harry Damon
- Lusia Strus: Sheila McCarthy
- Steve Rifkin: Kurt Damon
- Chalon Williams: Adam McCarthy
- Eddie Bo Smith Jr: Neil

## Al voltant de la pel·lícula
- L'últim esglaó va rebre el Gran Premi al Festival del film Fantàstic de Gérardmer l'any 2000.
- Una recuperació per Gob de la cançó Paint It, Black del grup The Rolling Stones se sent regularment en el transcurs del film.
- Algunes escenes van ser rodades a la basílica Sant-Hyacinthe de Chicago.
- Premis 1999: National Board of Review: Premi menció especial